# Dimos Artas
Dimos Artas är en kommun i Grekland.   Den ligger i prefekturen Nomós Ártas och regionen Epirus, i den centrala delen av landet, 270 km nordväst om huvudstaden Aten. Antalet invånare är 23 863. Arean är 48 kvadratkilometer.
Terrängen i Dimos Artas är kuperad åt nordost, men åt sydväst är den platt.